# Wettinia microcarpa
Wettinia microcarpa là loài thực vật có hoa thuộc họ Arecaceae. Loài này được (Burret) R.Bernal miêu tả khoa học đầu tiên năm 1995.